# 嚴秋華
嚴秋華（英語：Jeem Yim Chau Wah，1960年12月12日—），人稱「阿尖」，前香港男藝人。他七歲開始拍電影，十六歲簽約予無綫電視，後於1970年代在兒童節目《跳飛機》中飾演「大怪獸」。其胞弟嚴振華曾是無綫電視演員。另一名胞弟嚴建華則曾於《男子漢》中演出。他曾於1982年憑電影《溝鮮奶》獲提名角逐第十九屆金馬獎「最佳男主角」獎。現時已轉職速遞行業。

## 背景
嚴秋華祖籍廣東肇慶市四會縣，生於清貧家庭，父親是粵語片片場的劇務。他小時候與家人居住於九龍東彩虹邨碧海樓。讀中華基督教會基華小學上午校時已經開始工作，曾經與家人替一間本地塑膠廠打工，負責製作膠手柄部件。他的讀書成績一般，曾就讀昔日位於九龍城模範英文中學（1974年入讀中一至1977年中四）和大角咀嘉善街的私立德善英文書院（1977年中四）。當在1977年升讀中四年級後，他因為無心向學，所以只讀了兩個月便離校。時正1970年代初，當年他已經是校內受歡迎和他人注目的學生，而且亦在無綫電視的兒童節目《跳飛機》中演出。此前，嚴秋華獲兒時朋友兼何鑑江的兄長何柏光的介紹而有機會於1972年出演由香港電台黃華麒監製的《獅子山下》系列中的單元〈學子無辜〉。但他的演藝歷程並非此始於這個時期，而是他四歲時在電影片場當童星的年代。他當年因父親職業關係在胡楓、吳君麗、譚炳文、李香琴、鄭君綿等明星演出的電影《捕風捉影》（1967年）、《瘋狂酒吧》（1970年）等等當中擔任小演員。於十三至十四歲時轉到麗的電視演出短劇期間認識了監製吳小雲。後來吳小雲轉職無綫電視，嚴秋華跟隨他到該電視台演出。
嚴秋華於1982年憑電影《溝鮮奶》獲提名角逐第十九屆金馬獎「最佳男主角」獎。1983年憑邵氏電影公司電影《毀滅號地車》被提名參選亞太影展「最佳男配角」獎。及後轉戰樂壇，偕杜麗莎之弟Fred Carpio合組Crystal Zone（水晶迷）樂隊，擔任鼓手。他們於1987年嘉士伯流行音樂節獲得「銀獎」、「最佳原創歌曲」以及「最佳結他手」三項獎項。未幾由於覺得浪費時間，加上看見擔任結他手的成員，因此不再參與樂隊活動。1989年礙於加薪幅度問題而不再與無綫電視續約，且轉投亞洲電視五年。至1993年，嚴認為自己在演藝方面力有不逮和不能全程投入演藝行業，感覺生活不實在，最終決定退出幕前。1994年完約前已經通過朋友介紹轉行任職速遞公司「早晨快信」（Morning Express）速遞員。其後在龍翔道出了交通意外，他獲該名朋友推薦轉為幕後管理人員，由經理做起。現在為該公司的副總經理。

## 家庭生活
嚴秋華於2001年結婚，他的兒子於2006年出生。

## 演出作品
*以下列表只記錄嚴秋華演出過的劇集作品，若有遺漏，請協助補充相關資料。

### 電視劇（無綫電視）
| 首播   | 名稱             | 角色           | 備註                                |
| 1976年 | 無花果           | 李政民         |                                     |
| 1976年 | 黃飛鴻           | 曾小權         |                                     |
| 1976年 | 狂潮             | 歐家炳（童年） |                                     |
| 1976年 | 家家有本難念的經 |                | 單元：《有女初長成》                |
| 1976年 | 北斗星           | 阿強           | 第3集                               |
| 1976年 | 大江南北         | 呂剛（少年）   |                                     |
| 1976年 | 江湖小子         | 阿泰           |                                     |
| 1976年 | 陸小鳳           | 道童           |                                     |
| 1977年 | 霸王谷           |                |                                     |
| 1977年 | 民間傳奇之帝女花 | 明朝太子       |                                     |
| 家變   | 蝦仔             |                |                                     |
| 1978年 | 小李飛刀         | 龍小雲         |                                     |
| 1978年 | 幻海奇情精選(I)  |                | 第13集《修車仔》                    |
| 1978年 | 人海奇譚         | 龍發（童年）   | 單元：《字花王》 單元：《純情肉彈》 |
| 1978年 | 倚天屠龍記       | 張無忌（童年） |                                     |
| 強人   | 陳明             |                |                                     |
| 1979年 | 女人三十         |                | 單元：《再見阿細》                  |
| 1979年 | 貼錯門神         | 伙計           |                                     |
| 1979年 | 有樓收租         |                |                                     |
| 1980年 | 千王之王         | 小頭目         |                                     |
| 1980年 | 新CID            |                |                                     |
| 1980年 | 發現灣           |                |                                     |
| 1981年 | 迷離世界         |                | 第5集《菲林幽魂》                   |
| 1981年 | 無雙譜           |                |                                     |
| 1981年 | 千王群英會       | 阿富           |                                     |
| 1981年 | 佛山贊先生       | 阿安           |                                     |
| 1981年 | 紅顏             |                |                                     |
| 1981年 | 香港八一         | 太子安         |                                     |
| 1981年 | 流氓皇帝         |                |                                     |
| 1981年 | 英雄出少年       | 劉華           |                                     |
| 1982年 | 戲班小子         | 老鼠仔         |                                     |
| 1982年 | 突破             |                |                                     |
| 1982年 | 香城浪子         | 江志森         |                                     |
| 1982年 | 飛越十八層       | 杰仔           |                                     |
| 1983年 | 勇者福星         |                |                                     |
| 1983年 | 再見十九歲       | 李大龍         |                                     |
| 1983年 | 三相逢           |                |                                     |
| 1984年 | 再版人           | 黃大勇         |                                     |
| 1984年 | 青蜂劍影         | 卓青           |                                     |
| 1984年 | 新紮師兄         | 龟苓膏         |                                     |
| 1984年 | 老爺大過天       | 邱信基         |                                     |
| 1984年 | 信是有緣         |                |                                     |
| 1985年 | 夜驚魂           | 二毛           | 第20集《白鴿票》                    |
| 1985年 | 薛仁貴征東       |                |                                     |
| 1985年 | 楚河漢界         | 盧綰           |                                     |
| 1985年 | 中四丁班         | 學生           |                                     |
| 1985年 | 鼓舞             | 曾志良         |                                     |
| 1985年 | 新紮師兄續集     | 龟苓膏         |                                     |
| 1986年 | 銀色旅途         |                |                                     |
| 1986年 | 薛剛反唐         | 張保           | 海外推出                            |
| 1986年 | 神勇CID          |                |                                     |
| 1987年 | 杜心五           |                |                                     |
| 1987年 | 飲馬江湖         |                |                                     |
| 1987年 | 天龍神劍         | 小郎           |                                     |
| 1987年 | 少林與詠春       |                |                                     |
| 1987年 | 天狼劫           | 洪鐵柱         | 海外推出                            |
| 1988年 | 義薄雲天         | 督軍少爺       |                                     |
| 1988年 | 大茶園           | 趙庚宜         |                                     |
| 1988年 | 誓不低頭         | 歐志強         |                                     |
| 1989年 | 摩登小寶         |                |                                     |
| 1989年 | 吉星報喜         | 夏枯草         |                                     |

### 電視劇（麗的電視）
| 首播   | 名稱     | 角色 | 備註             |
| 1975年 | 十大奇案 | 德仔 | 單元：《豪門劫》 |

### 電視劇（亞洲電視）
| 首播   | 名稱                       | 角色     | 備註                 |
| 1989年 | 捉鬼家族                   | 杜棣松   |                      |
| 1989年 | 捉鬼大丈夫                 | 盧子華   |                      |
| 1990年 | 還看今朝                   |          |                      |
| 1990年 | 滿清十三皇朝之血染紫禁城   | 溥儀     |                      |
| 1990年 | 中華英雄                   |          |                      |
| 1990年 | 樓下伊人                   | Joe      |                      |
| 1991年 | 豪門                       | 蔣仁傑   |                      |
| 1991年 | 劍三十                     | 缽仔     |                      |
| 1991年 | 發達智多星                 | 霍秋華   |                      |
| 1992年 | 滿清十三皇朝之危城爭霸     | 宣統皇帝 |                      |
| 1992年 | 本是同根                   |          |                      |
| 1992年 | 摩登七十二家房客           |          |                      |
| 1993年 | 點解阿SIR係隻鬼2           | 連龍     |                      |
| 1993年 | 天蠶變之再與天比高         | 劉二翰   |                      |
| 1993年 | 九命奇冤梁天來             | 林思泉   |                      |
| 1993年 | 賭神秘笈'93                |          |                      |
| 1993年 | 皇家警察實錄2              |          | 單元：《皇家師姐》   |
| 1994年 | 再見黄埔灘（II）之再起風雲 |          |                      |
| 1994年 | 郎心如鐵                   | 馮耀貴   | （又名《失落真心》） |

### 電視劇（香港電台）
- 1972年：《獅子山下》之學子無辜
- 1974年：《獅子山下》之百子千孫、貴利、月光光、別後
- 1975年：《獅子山下》之細水長流、四重彩的故事、小丈夫、誰了解他
- 1976年：《獅子山下》之賭
- 1980年：《屋簷下之死結》 飾 阿星

### 電視電影
- 1992年：一千靈異夜之鬼拳師 飾 尚家杰（亞洲電視）

### 電影
- 1967年：捕風捉影 飾 巫健
- 1967年：玉女飛龍
- 1974年：冬戀 飾 王雄杰童年
- 1976年：你係得既
- 1976年：下流社會 飾 文仔
- 1977年：入冊
- 1979年：瘋劫 飾 洗衣店伙記
- 1980年：夜車 飾 阿 B
- 1981年：童軍樂
- 1981年：忌廉溝鮮奶 飾 丁天生
- 1982年：賊性
- 1982年：2.5 cm 飾 愛髮克
- 1982年：女人檔案
- 1983年：妖魂 飾 苦大師弟弟
- 1983年：毀滅號地車 飾 阿迪
- 1983年：阿姐有料
- 1983年：百厭妹
- 1985年：弟子也瘋狂 飾 囂張陳
- 1985年：花心紅杏 飾 新紮師兄
- 1986年：淑女也瘋狂
- 1989年：魔情
- 1990年：無悔行動
- 1990年：午夜天使
- 1991年：囚龍
- 1995年：影子情緣 飾 陳海威
- 2009年：天水圍的夜與霧 飾 便衣警員

### 節目主持
- 1976年至1982年：跳飛機（在節目內會以「大怪獸」身份演出；無綫電視）

### 參與節目
- 1989年：娛樂奇兵（演出；亞洲電視）[12]
- 2007年：娛樂直播（嘉賓；無綫電視）
- 2007年：兒歌金曲頒獎典禮2007（嘉賓；無綫電視）
- 2011年：窮富翁大作戰（嘉賓、第2集；香港電台）

## 外部連結
- 嚴秋華在互联网电影资料库（IMDb）上的資料（英文）
- 嚴秋華在香港影庫上的簡介